# ADX (groupe)
Pour les articles homonymes, voir ADX.
ADX est un groupe français de speed metal, heavy metal, thrash metal et power metal, originaire de l'Oise.
Formé en 1981, le groupe comprend actuellement les membres fondateurs Didier Bouchard à la batterie, Philippe Grelaud au chant, mais également Neo à la guitare depuis 2019, Frédérick à la guitare et Jules à la basse depuis 2023.

## Histoire

### Débuts (1981–1992)
En mars 1981, Didier Bouchard et Hervé Tasson sont rejoints par Pascal Collobert et Frédéric Dechilly, puis plus tard par Philippe Grelaud pour former ce qui deviendra officiellement en 1982 le groupe ADX. Le groupe tire son nom de l'ancienne abréviation ADX signifiant « acier doux » en métallurgie et symbolisant à la fois le côté dur du heavy metal et le côté doux de leurs mélodies. Après avoir enregistré un premier EP, Le Fléau de Dieu, par leurs propres moyens, le groupe gagne en confiance et décide de le réenregistrer en studio professionnel. Cela donnera naissance à leur second EP, Démo. Très vite remarqué par la presse spécialisée et notamment Metal Attack, leur second effort les mènera à la composition de leur premier album studio Exécution sorti en avril 1985 sur le label Devil's Records et marquera leur premier succès.
En 1986, ADX signe avec un nouveau label, Sydney Productions, spécialisé dans le metal français, sur lequel sort leur second album Chapitre 2, aussi appelé La Terreur. La production ainsi que les textes de l'album se veulent plus travaillés que sur le précédent. Le groupe gagne également en mélodie grâce à l'ajout de chœurs et du chant de Philippe qui devient plus varié. Cet album est de nouveau un succès et se propulsera jusqu'à la cinquième position du Top 30 d'Enfer magazine, l'un des magazines les plus importants de la culture metal française à l'époque et encore aujourd'hui, devant des groupes tels que Helloween, Slayer, Anthrax ou Megadeth. En août 1987, après six semaines d'enregistrement, sort le troisième album Suprématie qui obtient d'excellentes critiques,, non seulement des magazines français mais aussi des magazines étrangers tels que Metal Hammer ou Metal Forces au Royaume-Uni, Aardschock aux Pays-Bas, ou encore Burrn! au Japon. Cette même année, le 27 décembre, le groupe partage l'affiche avec Titan et Noisehunter à La Mutualité pour un concert qui donnera lieu à leur premier album live Exécution Publique sorti en 1988.
En 1989, à la suite de sa réussite tant discographique que scénique avec des concerts et des festivals au côté de groupes majeurs de la scène internationale power metal ou thrash metal comme Sacred Reich, Coroner, Gamma Ray ou encore Sodom, ADX se sent à l'étroit sur le marché français et décide d'élargir son horizon en signant sur le label allemand Noise Records. Ainsi en 1991, le label sort l'album Weird Visions produit par Ralf Kraus, producteur entre autres d'albums de Helloween et Gamma Ray. Un album qui à la base est composé en français mais sera entièrement enregistré en anglais à la demande du label. Mais les fans ne suivent pas et l'album ne rencontre pas le succès attendu. Par la suite, en France comme à l'étranger, la distribution et les ventes sont insuffisantes. Malheureusement les déconvenues s'enchaînent et en 1992, la formation se retrouve sans management ni maison de disques. Ils décident alors de se séparer et de marquer une pause dans l'aventure ADX.

### Résurrection(1997–2001)
En 1997, le label français XIII Bis Records, aussi appelé XIII Metal, réédite Exécution en CD. Pour l'occasion, ADX se reforme et donne un concert unique le 19 novembre à La Locomotive à Paris. Après un accueil chaleureux aussi bien de la part des fans que de l'organisation et des autres groupes, les membres décident  de reprendre du service. Seul Pascal ne prendra pas part à cette première reformation et sera remplacé par Yves Malezieux, ancien guitariste des groupes Scherzo et Angel Killer. Le groupe décide de composer un nouvel album, avec un retour au français qui a fait le charme et le succès de ses débuts, qui sortira quelques mois plus tard en 1998 sous le nom prédestiné de Résurrection. La même année paraît également leur première compilation In Memorium réunissant tous les classiques remasterisés.
En 2000, ADX marque à nouveau une pause. Cependant en 2001, le groupe fera tout de même parler de lui à travers la sortie de son second album live VIII Sentence et de sa participation à l'album hommage à Trust Tribute to Trust avec le titre Les Templiers. Les deux albums sortent sur le label français Axe Killer Records.

### Division blindée(2006–2009)
Le 1er février 2006, de par leur envie de jouer et devant l'engouement des fans sur internet, une nouvelle formation voit le jour avec le retour de Pascal, la présence de Didier et Philippe, ainsi que l'apparition de Bernard-Yves Queruel (ancien membre de Witches et Agressor) à la guitare et Claude Thill (ancien membre de Der Kaiser et Shannon) à la basse. Après la reformation, ils donnent leur premier concert le 14 octobre à la salle Rustic à Montereau, en compagnie des groupes KOB, Darknation, Stereoxyde et Ward Leonard. Ils jouent le concert suivant le 7 janvier 2007 à La Locomotive, à Paris, aux côtés de Misanthrope, Carnival in Coal, Falkirk, Maladaptive, Horresco Referens et The Outburst pour fêter les 25 ans du groupe. Ils partent ensuite en tournée à travers la France.
Le 13 janvier 2008, ADX est la tête d'affiche de la deuxième édition du Paris Metal France Festival, ayant lieu à La Locomotive à Paris, aux côtés d'autres groupes emblématiques de la scène française tels que Blasphème, Killers, No Return, Still Square, Witches, Demon Eyes et le Royal Bubble Orchestra. Cette même année, le groupe signe un contrat pour plusieurs albums avec le label de Sam Bernett, Bernett Records, qui au début des années 1980 a produit les premiers albums de Venom, Metallica, Anthrax, Exodus, Mercyful Fate, Megadeth et bien d'autres. Le label est réactivé en 2008 par Pervade Productions. Le premier album à sortir sur ce label le 15 mai 2008 sera Division Blindée. L'album est bien accueilli par l'ensemble de la presse spécialisée,,, et se hisse également à la première place des ventes en catégorie hard-rock/metal sur le site Amazon,.

### DeTerreursàUltimatum(2010–2014)
Le premier pressage se vend en quelques semaines et plusieurs versions collector voient le jour. Une tournée les emmène ensuite se produire dans l'hexagone et en Europe, qui durera jusqu'en 2010. Entre-temps, le 14 juin 2010 le label réédite le second album sous une nouvelle pochette, et renommé Terreurs, comprenant les morceaux d'origine réenregistrés et remixés afin d'avoir un son plus actuel, ainsi que quelques titres inédits, le tout sous un disque ou deux  pour la version collector contenue dans un boitier en metal. À la suite d'une longue tournée, le 17 octobre 2011 sort un nouvel album, intitulé Immortel, sur le label XIII Bis Records, cette fois, comprenant quatorze nouveaux titres accompagnés du DVD du concert donné au festival Raismesfest de 2009. À l'occasion de cette sortie, le magazine Rock Hard inclus le titre Pachydermus dans son sampler pour accompagner le numéro d'octobre.
Le 20 janvier 2013, le groupe annonce officiellement le départ de Claude Thill, et recherche un nouveau bassiste. Très rapidement, en février, un remplaçant est trouvé en la personne de Julien Rousseau anciennement membre du groupe Fallen Joy. Il fait sa première apparition au sein du public le 20 avril sur la scène du C.C.J. Lennon de Limoges en première partie de Moonspell et également aux côtés de Insomnium. À partir du mois d'octobre, ADX débute de nouvelles sessions d'enregistrement au M2 Recording Studio sous la direction de Didier Chesneau. Ces enregistrements donnent naissance à l'album Ultimatum qui sort le 24 février 2014, une fois de plus bien accueilli par la presse spécialisée,. La tournée Ultimatum Tour fait jouer ADX un peu partout en France durant 2014 en compagnie de Thrashback, mais également en Allemagne, Belgique et Canada. Les ré-éditions des albums La terreur (1986) et Suprématie (1987) seront faites en septembre 2015 sous le label grec No Remorse et seront disponibles dans toutes les versions d'écoute actuelles.

### De Non ServiamàÉtranges Visions(2015-2021)
En avril 2015, Nicolas « Nicklaus » Minier (Altered Beast, Carnival in Coal, Yyrkoon, Maladaptive, Decline of Humanity) remplace Bernard Yves Queruel au poste de guitariste et fera donc, avec le groupe, la tournée 30 ans d'Exécution qui fêtera sur scène l'anniversaire du premier album d'ADX en étant joué intégralement. À la suite des attentats de Paris le 13 novembre 2015, l'Ultim Fest 2, qui devait avoir lieu le lendemain (avec ADX, CinC, Temple of Silence et Furies) est annulé et reporté. Il est finalement organisé le 28 mai 2016 dans la salle Le Glazart (Paris). ADX, accompagné de Witches, Malemort et Furies, présente deux morceaux de son nouvel album. Franc succès pour la deuxième édition de ce festival organisé par ADX-Music qui prépare déjà la version 3 début 2017.
En juin 2016, nouveau départ pour ADX qui crée sa propre structure, Ultim' Records, pour la sortie de son 10e album studio nommé Non Serviam. Distribué par Season of Mist en France, et SoulFood en Allemagne (entre autres). La sortie internationale de cet opus est fêtée par une release party le 9 juin chez Gibert Musique Paris et au Dr Fellgood les Halles (Bar Rock Paris). En vente à partir du 10 juin, les 11 titres sont disponibles en version Digipack (+ deux bonus live), Crystal, et dans une déclinaison de 4 couleurs en vinyle.
En mars 2019, c'est au tour de Pascal de quitter le groupe. Son remplaçant est trouvé et annoncé le 27 mars 2019 sur leur chaîne, en la personne d'Arnaud de la chaîne NeoGeofanatic. Son premier concert avec le groupe a eu lieu au festival de Chaulnes le 20 avril et diffusé en direct sur la chaîne de Néo le 29 avril.
Dans la foulée, en mai 2019, ADX entre au Studio Sainte-Marthe afin d’enregistrer son 11e album. En septembre 2019, le nom de l'album est dévoilé, Bestial, et le groupe fait le choix de l’auto-production, en lançant un financement participatif, avec une distribution en partenariat avec Season of Mist. Les fans sont au rendez-vous, et l’objectif du financement est dépassé, atteignant 114 % du montant initial. L’album sort le 24 janvier 2020, avec un concert de sortie au Petit Bain le 25 janvier 2020, en compagnie de Titan et de Tentation. Le jour de sa sortie, l’album atteint la 2e position des ventes Hard&Metal sur Amazon, et la 14e tous styles confondus le lendemain, réalisant ainsi la meilleure performance de l'histoire d’ADX.
En juin 2021, retour au Studio Sainte-Marthe, pour l’enregistrement d'un nouvel album qui se fera aussi via un financement participatif, et une distribution en partenariat avec Season of Mist. Il s'agira du réenregistrement en français pour ses 30 ans de l'album Weird Visions, qui sera renommé pour l'occasion Étranges Visions. L'album sort le 19 novembre 2021, avec le bassiste d’origine, Frédéric « Deuch » Dechilly, en invité pour 2 titres.

### Nouveau line up etL’Empire du Crépuscule(depuis 2022)
À partir de l'été 2022, Frederick Allanic (Arès) remplace Nicolas « Nicklaus » Minier à la guitare en concert, et il devient son remplaçant officiel au sein d'ADX le 23 janvier 2023.
Le 16 février 2023, après plus de dix années au sein du groupe, le bassiste Julien Rousseau décide de raccrocher pour des raisons très personnelles, la flamme n’étant plus là. Des auditions sont alors lancées pour trouver son remplaçant, et le 25 mars 2023, Jules Brosset devient officiellement le nouveau bassiste d’ADX. Il fait son premier concert avec le groupe lors de la 1ère édition de l’Imperium Fest, qui a lieu le 7 octobre 2023 à Compiègne.
En septembre 2023, ADX annonce que ses guitaristes et son bassiste sont maintenant endorsés chez Solar Guitars.
En octobre 2023 commence l'enregistrement d'un nouvel album, à nouveau avec Francis Caste du Studio Sainte-Marthe aux manettes. L'album se nomme L’Empire du Crépuscule, et il sort le 31 mai 2024 sur le label Verycords. Comme pour Bestial, l’album est un succès, et il se classe en 1ère position des ventes Hard&Metal sur Amazon. Dans la foulée, un clip du titre Les Charognards sort le 18 juin 2024.

## Style musical
Les paroles sont inspirées par l’histoire de France et la littérature classique. Les thèmes abordés sont : la Révolution française et l’Ancien Régime, le marquis de Sade, Brocéliande et la légende arthurienne (cf. Chrétien de Troyes), Notre-Dame de Paris, et Victor Hugo.

## Membres

### Membres actuels
- Philippe « Phil » Grelaud - chant
- Neo « NeoGeoFanatic » - guitare
- Didier « Dog » Bouchard - batterie
- Jules Brosset - basse
- Frederick Allanic - guitare

### Anciens membres
- Pascal « Betov » Collobert - guitare
- Hervé « Marquis » Tasson (R.I.P) - guitare
- Yves « Louis XV » Malezieux - guitare
- Frédéric « Deuch » Dechilly - basse
- Claude « Klod » Thill - basse et chœurs
- Bernard-Yves « B.Y. » Queruel - guitare et chœurs
- Julien Rousseau - basse
- Nicolas « Nicklaus » Minier - guitare

### Musiciens de studio
- Jean Taxi - basse

## Discographie

### Albums studio
- 1985 : Exécution
- 1986 : La Terreur
- 1987 : Suprématie
- 1991 : Weird Visions
- 1998 : Résurrection
- 2008 : Division blindée
- 2010 : Terreurs
- 2011 : Immortel
- 2014 : Ultimatum
- 2016 : Non Serviam
- 2020 : Bestial
- 2021 : Étranges Visions
- 2024: L’Empire du Crépuscule[18]

### Albums live
- 1988 : Exécution publique
- 2001 : VIII Sentence

### Compilations
- 1988 : Suprématie / La Terreur
- 1998 : In Memorium

### EP
- 1984 : Le Fléau de Dieu
- 1984 : Démo
- 1987 : Enregistrement promotionnel 1
- 1990 : Enregistrement promotionnel 2

### Singles
- 2008 : Division Blindée

### Albums vidéos
- 2008 : Metallian Sampler no 2
- 2011 : Raimes Fest 2009 (DVD bonus d'Immortel)

### Apparitions
- 1985 : Bonjour l'enfer
- 1991 : Metal Rock - Thrash & Speed
- 1998 : Révolution Hard Rock - Volume 1
- 1998 : Révolution Hard Rock - Volume 1 et 2
- 1998 : Hard Rock Sampler no 22
- 2001 : Tribute to Trust
- 2008 : Rock Hard Sampler no 77
- 2011 : Long Live Metal !!! Acte deuxième
- 2011 : Rock Hard Sampler no 114
- 2014 : Rock Hard Sampler no 140

### Bootlegs
- 1985 : Concert au France Festival (La Plaine Sud)
- 1987 : Concert à Paris
- 1988 : Concert à Lyon
- 1989 : Concert à Dôle
- 1989 : Concert à Paris (Zénith)
- 1990 : Concert à Paris (Salle Marcel Cerdan)
- 1991 : Concert à Toulouse
- 2007 : Concert au Paris Metal France Festival 1 (La Locomotive)
- 2008 : Concert au Paris Metal France Festival 2 (La Locomotive)
- 2009 : Concert au Paris Metal France Festival 3 (La Locomotive)